# Basilica-cattedrale di Notre-Dame de Québec

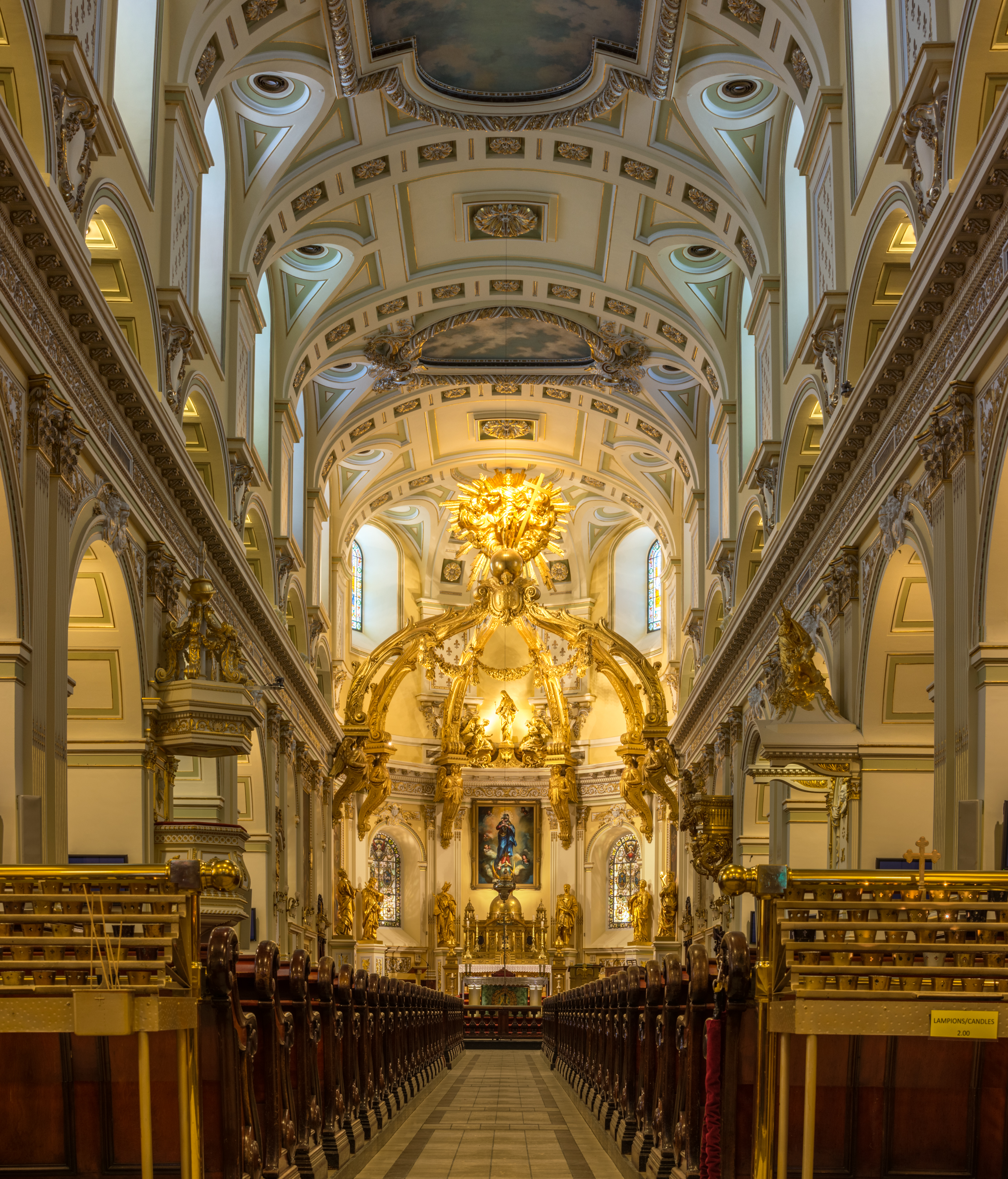
Presbiterio della basilica

La basilica cattedrale di Nostra Signora di Québec (basilique-cathédrale Notre-Dame de Québec, in lingua francese) è la chiesa madre dell'arcidiocesi di Québec, la più antica sede vescovile americana a nord del Messico. Si trova nella città di Québec, in rue de Buade.
Sede del primate del Canada, la cattedrale di Québec è inoltre la più antica parrocchiale, e la prima chiesa ad essere insignita del titolo di basilica minore, del Nord America.

## Storia
La chiesa, intitolata a Notre-Dame-de-la-Paix (Nostra Signora della Pace), venne eretta nel 1647, sul sito di una precedente cappella. Nel 1664 divenne sede parrocchiale e, nel 1674, elevata alla dignità di cattedrale della nuova diocesi di Québec (arcidiocesi dal 1819 e sede metropolitana dal 1844). Il titolo di basilica minore venne conferito al tempio, nel 1874, da papa Pio IX.
La cattedrale venne distrutta, una prima volta, sotto i bombardamenti britannici, nel 1759, ricostruita, nuovamente distrutta nel 1922, in seguito a un incendio, e riedificata nel 1923.

## Descrizione
L'interno della cattedrale contiene diverse opere d'arte. Di grande interesse risultano il baldacchino dorato, la cattedra vescovile e la lampada, quest'ultima dono di Luigi XIV, nel presbiterio, e le vetrate. La cattedrale contiene inoltre tre organi Casavant.
Nella cripta sono sepolti diversi personaggi, tra cui i vescovi di Québec e quattro governatori della Nuova Francia: Louis de Buade (1622-1698), Louis-Hector de Callières (1648-1703), Jacques-Pierre de Taffanel de La Jonquière (1685-1752), Pierre de Rigaud de Vaudreuil (1698-1778).
In una cappella della cattedrale riposano invece i resti di San François de Montmorency-Laval (1623 - 1708), primo vescovo di Québec.